# .cw
.cw este un domeniu de internet de nivel superior, pentru Curaçao (ccTLD).